# الکان باگوت
الکان باگوت (انگلیسی: Elkan Baggott؛ زادهٔ ۲۳ اکتبر ۲۰۰۲) بازیکن فوتبال است.
وی همچنین در تیم‌های ملی فوتبال Indonesia national under-19 football team و اندونزی بازی کرده‌است.